# The Definition of X: The Pick of the Litter
The Definition of X: The Pick of the Litter es un álbum de grandes éxitos del multiplatino rapero y actor DMX Earl Simmons, lanzado el 12 de junio de 2007 en los Estados Unidos.

## Historia
Originalmente iba a llamarse The Dog. Fue lanzado por Def Jam Records. El álbum solo contiene sus éxitos con Def Jam y no de su último álbum ya que fue producido por Sony Music.
The Definition of X contiene éxitos como "Where The Hood At", "X Gon Give It To Ya", y "Party Up", se informó de que la canción "Back like that" estaría en el álbum, pero después resultó falso. En la contraportada de este disco se dice que un número de pista se llama "Oración III", cuando en realidad es "La oración II" de
"Flesh of My Flesh, Blood of My Blood".
El álbum debutó en el número 26 en los Billboard 200 de EE. UU., vendiendo cerca de 35 000 copias en su primera semana. El 11 de julio de 2007, el álbum ha vendido 65 826 copias en los EE. UU.
Aunque el álbum tiene tanto una versión explícita y una versión editada, en la versión explícita sobre el tema "Where The Hood At" algunas líneas son todavía editadas por el contenido explícito declarado por DMX hacia los homosexuales.

## Lista de canciones
1. "Prayer III" - 2:05
2. "Ruff Ryders Anthem" - 3:32
3. "Get At Me Dog (Feat. Sheek Louch)" - 3:06
4. "Stop Being Greedy" - 3:36
5. "How's It Going Down" - 4:04
6. "What These Bitches Want (Feat.Sisqó)" - 4:13
7. "Blackout (Feat.Jay-Z y The LOX )" - 4:55
8. "X Gon Give It To Ya" - 3:38
9. "It's All Good" - 4:19
10. "Who We Be" - 4:49
11. "The Rain" - 3:28
12. "Here We Go Again" - 3:53
13. "No Love 4 Me (Feat.Swizz Beatz and Drag-on)" - 4:01
14. "We Right Here" - 4:29
15. "One More Road to Cross" - 4:20
16. "Slippin" - 5:07
17. "Prayer (Skit)" - 2:33